# Futoma (gromada)
Futoma – dawna gromada, czyli najmniejsza jednostka podziału terytorialnego Polskiej Rzeczypospolitej Ludowej w latach 1954–1972.
Gromady, z gromadzkimi radami narodowymi (GRN) jako organami władzy najniższego stopnia na wsi, funkcjonowały od reformy reorganizującej administrację wiejską przeprowadzonej jesienią 1954 do momentu ich zniesienia z dniem 1 stycznia 1973, tym samym wypierając organizację gminną w latach 1954–1972.
Gromadę Futoma z siedzibą GRN w Futomie utworzono 29 lutego 1956 w powiecie rzeszowskim w woj. rzeszowskim z obszaru wsi Futoma wchodzącej dotąd w skład gromady Piątkowa tamże. Dla gromady ustalono 15 członków gromadzkiej rady narodowej.
1 stycznia 1960 gromadę zniesiono, włączając jej obszar do nowo utworzonej gromady Błażowa w tymże powiecie.